# Crépy (AOC)
Le crépy, ou vin de Savoie Crépy, est un vin blanc sec de Savoie, produit autour du lieu-dit Crépy (entre Douvaine, Loisin et Ballaison). Le nom est protégé depuis 1948, comme dénomination géographique au sein de l'appellation « vin de Savoie ».

## Histoire

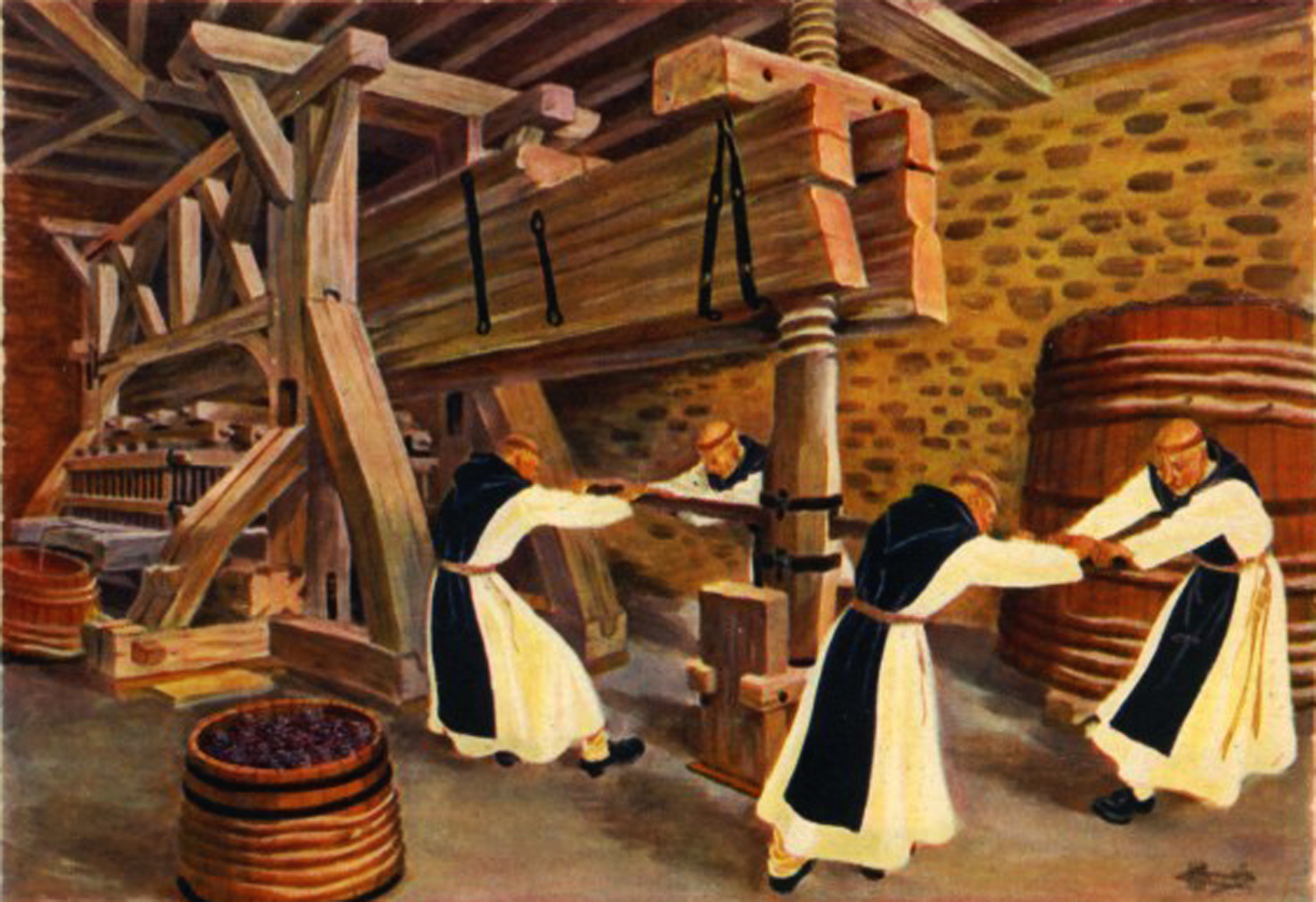
Les cisterciens de Notre-Dame-de-Fully au pressoir

« Né du développement du vignoble de l’Abbaye de Notre-Dame-de-Fully, ce vin se fit connaître pour la première fois à l’exposition universelle de 1894 sous son nom actuel. ». Le vignoble, sous l'impulsion de négociants, prit une réelle extension à partir de 1935. Ses vins accédèrent à l'AOC en 1948.
Le vin de Savoie crépy ou Savoie crépy est protégé par le label européen AOP (Appellation d'Origine Protégée). Crépy est une dénomination géographique. Auparavant, Crépy était une appellation à part entière, puis elle a intégré les vins de Savoie.

## Situation géographique
Le vin de Savoie « crépy » est produit dans le département de la Haute-Savoie et son vignoble s'étend sur le Chablais.

### Orographie et géologie
Les vignes sont situées à une altitude moyenne d'environ 400-530 m sur les pentes des contreforts des Alpes françaises juste au-dessus du lac Léman. Cette situation  permet au vignoble de jouir de températures modérées. Pendant la nuit, l'air froid descend des hauteurs et assure la différence de température suffisamment élevée pour concentrer les arômes. Les vignobles de l'ouest et du sud-ouest sont sur une molasse de l'époque du Chattien (Oligocène). La molasse a été soumise aux glaciations du Würm avec des moraines qui ont été transportées à travers la vallée de la Dranse.

### Climat
Son terroir bénéficie d'un climat continental-montagnard, influences océanique et méditerranéenne et de sols alluvions, moraines glaciaires, cônes d’éboulis et terrasses fluviales.

## Vignoble

### Présentation
Administrativement, l'AOC Vin de Savoie ou Savoie crépy peut être produite dans les communes de Douvaine, de Loisin et de Ballaison.

### Encépagement
Le vin de Savoie crépy est un vin  avec un cépage dominant le Chasselas B pour un minimum de 80 %. Cépages accessoires; aligoté B, altesse B, chardonnay B, gringet, mondeuse B, roussette d'Ayse, velteliner rouge précoce RS. Généralement c'est du chasselas à 100 %. 

### Méthodes culturales et réglementaires
Le cahier des charges de l'appellation impose que la densité minimale soit de 8 000 pieds à l'hectare. De plus les vignes doivent être menées en taille courte (gobelet, éventail ou cordon de royat).
Sur ce vignoble qui couvre 35 hectares et produit 825 hectolitres, le rendement est très bas puisqu'il plafonne à 23,6 hl/ha.

### Vinification et élevage
Ces vins ont un titre alcoométrique volumique naturel minimum de 9 %. Les vignerons sont autorisés à chaptaliser leurs vins pour atteindre un titre alcoométrique volumique total maximal de 12 %.

### Terroir et vins
Le Savoie crépy est un vin blanc sec, léger (et très diurétique) à la robe jaune pâle, aux arômes
d'aubépines, de noisette fraîche, d'amande douce et de pierre à fusil (salinité).

### Structure des exploitations
Léon Mercier, qui à l’origine de l'AOC Crépy en 1948, était l'héritier de la maison Mercier, qui depuis 1890 cultivait et vinifiait dans le Chablais. Actuellement, la Grande Cave de Crépy est à la tête du plus important domaine de l'appellation et conduit ses vignes soit en biodynamie, soit en lutte raisonnée

### Types de vins et gastronomie
Ces vins blancs se marient avec les huîtres et coquillages. Il est particulièrement conseillé sur des fritures de perches du lac Léman ou un filet de Saint Pierre, il est parfait quand il accompagne une fondue ou un fromage d'abondance. 
Le crépy, est l'un des vins de Savoie qui se marie le mieux avec un fromage fondu. Il le doit  ses arômes et à sa structure : « Au nez, le Crépy évoque la noix fraîche, la noisette et l’amande. En bouche, ce vin blanc est puissant et gras, on peut retrouver des arômes de fruits confits », c'est une découverte pour accompagner une raclette.

### Commercialisation
Le vin de crépy (AOC) est commercialisé principalement dans la région Rhône-Alpes. Deux secteurs sont privilégiés les CHR (Cafés, Hôtels, Restaurants) et les GMS (Grandes et Moyenne Surfaces).